# Maigrets Pfeife
Maigrets Pfeife (französisch: La pipe de Maigret) ist eine Kriminalerzählung des belgischen Schriftstellers Georges Simenon. Sie ist nach Weihnachten bei den Maigrets die zweitlängste Erzählung einer Reihe von insgesamt 75 Romanen und 28 Erzählungen um den Kriminalkommissar Maigret. Simenon schrieb die Erzählung im Juni 1945 in Paris. Die Buchausgabe erschien im Juli 1947 gemeinsam mit dem Roman Maigret regt sich auf im Verlag Presses de la Cité. Die erste deutsche Übersetzung von Leni Sobez veröffentlichte Heyne 1977 unter dem Titel Inspektor Maigret raucht seine Pfeife in Ellery Queen’s Kriminal-Magazin 62. 1980 publizierte der Diogenes Verlag eine Neuübersetzung von Lislott Pfaff unter dem Titel Maigrets Pfeife, die seitdem in verschiedenen Anthologien mit Maigret-Erzählungen sowie eigenständig veröffentlicht wurde. Eine weitere Übersetzung von Karl-Heinz Ott erschien 2018 im Kampa Verlag.
Maigrets Pfeife ist verschwunden. Der passionierte Raucher ist sich sicher, dass der Dieb unter den Besuchern des Kommissariats zu suchen sein muss. Als kurz darauf ein junger Mann verschwindet, der sich am Vortag in Maigrets Büro aufgehalten hat, übernimmt der Kommissar die Ermittlungen. Der Einsatz, mit dem er nach dem Vermissten fahndet, hat vor allem einen Grund: Maigret will seine Pfeife zurück.

## Inhalt

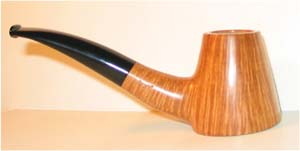
Tabakspfeife aus Bruyère

Es ist Juli in Paris. Am Ende seines Arbeitstages im Quai des Orfèvres vermisst Kommissar Maigret seine Lieblingspfeife. Er lässt den vergangenen Tag Revue passieren und erinnert sich an den Besuch Madame Leroys und ihres 17-jährigen Sohnes Joseph. Die Witwe hatte Maigret so wenig interessiert wie ihre Geschichte, laut der sich seit Wochen ein Fremder in ihrer Abwesenheit Zutritt zu ihrer Wohnung verschaffe, ohne jemals etwas zu stehlen. Doch ihr Sohn, so ist sich Maigret bald sicher, muss in einem unbeobachteten Moment seine Pfeife eingesteckt haben.
Trotz seiner reichhaltigen Pfeifenkollektion bedrückt den Kommissar das Fehlen der Bruyèrepfeife, einem Geburtstagsgeschenk von Madame Maigret, den ganzen Abend über. Am nächsten Tag taucht eine verzweifelte Madame Leroy erneut in seinem Büro auf und klagt, dass ihr Sohn mitten in der Nacht verschwunden sei – mitsamt seinen Hauspantoffeln. Maigret hasst solcherart „Ermittlungen in Familienangelegenheiten“, doch der Weg zu seiner Pfeife scheint nur über Joseph zu führen. Dessen Freundin Mathilde kennt den Aufenthalt ihres Geliebten nicht, vertraut dem Kommissar allerdings an, dass sich der Junge seiner Ausbildung zum Friseur ebenso schäme wie seiner kleinbürgerlichen Herkunft und Familie. Beidem hofft er durch die Aussicht auf einen größeren Geldbetrag in Bälde zu entkommen.
Die Untersuchung von Madame Leroys ehemaligen Untermietern führt Maigret auf die Spur eines verdächtigen Handelsreisenden namens Stéphane Bleustein, der vor einigen Jahren in Nizza erschossen wurde. Maigrets Intuition leitet ihn zu einem Gasthof nach Chelles, jenem Ort, an dem die frisch verliebten Joseph und Mathilde ihre glücklichste Zeit verbracht haben. Dort trifft er auf einen alten Bekannten: den frisch entlassenen Gangster Nicolas, den er in einem Handgemenge überwältigt. Und im Gasthof findet er auch Joseph, der sich aus Angst in seinem Zimmer verbarrikadiert hat.
Der Fall löst sich auf: Madame Leroys Untermieter Bleustein war ein Diamantenräuber, der die Beute eines Diebstahls in ihrer Wohnung versteckt hielt. Nicolas brachte ihn um, ehe er wegen einer anderen Tat drei Jahre im Gefängnis verbringen musste. Nach seiner Haftentlassung suchte er in der Wohnung der Leroys nach den Diamanten. Während Madame Leroy Maigret informierte, spielte ihr Sohn den Detektiv. Er begriff, dass in der Wohnung etwas Wertvolles zu finden sein musste, das er noch vor dem Fremden an sich zu bringen trachtete. Just in der Nacht, als er die versteckten Diamanten in einer Lampe entdeckte, wurde er vom Einbrecher Nicolas überrascht. Joseph floh, und seine Flucht führte ihn unwillkürlich zum vertrauten Gasthof in Chelles, in dem er sich verbarrikadierte, während sein Verfolger Nicolas das Gebäude belagerte, bis er von Maigret überwältigt wurde. Am Ende kann der Kommissar nicht nur die Diamanten sichern, sondern erhält auch seine Pfeife zurück, die der junge Nachwuchsdetektiv als Andenken an sein Idol mitgehen ließ.

## Interpretation
In der Erzählung Maigrets Pfeife finden sich laut Murielle Wenger viele Bestandteile der Maigret-Serie in kondensierter Form wieder: Maigrets Arbeitsplatz am Quai des Orfèvres, seine Inspektoren, Madame Maigret samt ihrer Verwandtschaft und nicht zuletzt sehr unterschiedliche Aspekte der Persönlichkeit des Kommissars: vom langsamen, seine Umgebung wie ein Schwamm aufsaugendem Beobachter bis zum aktiven Kämpfer, der den Ganoven mit seinem Gewicht niederstreckt. Im Mittelpunkt stehe allerdings Maigrets Beziehung zu seiner Pfeife. Die Pfeife sei für den Kommissar nicht bloß ein Objekt, sondern ein unverzichtbarer Teil seiner Arbeit, vergleichbar mit dem Schreibstift eines Schriftstellers. Nur mit der Pfeife zwischen seinen Lippen gelinge es dem Kommissar, sich in ein Problem zu versetzen, bis er dessen Lösung findet. Weil der junge Joseph Leroy diese Funktion von Maigrets Pfeife begreife, versuche er sie an sich zu bringen.
Laut Johanna Borek möchte der junge Joseph, gefangen in einer mediokren Welt und dominiert von seiner Mutter, selbst einmal den großen Kommissar spielen. Maigrets Pfeife diene dabei als Symbol der Potenz des „größten Ermittlers aller Zeiten“. Nachdem sie ihm entwendet wird, müsse sich Maigret selbst durch einen „mediokren Fall“ kämpfen, um sie dem Jungen wieder abzunehmen. Dieser bleibe letztlich ein impotenter „Möchtegern-Maigret“. Stanley G. Eskin beschreibt den Diebstahl des Jungen, der Maigret nachahmen möchte, als „grober Unfug“. Er gebe dem Kommissar allerdings die Gelegenheit, „all seine Eigenschaften als Vaterfigur hervorzukehren“.

## Rezeption
Der Doppelband La pipe de Maigret, der neben der Titelerzählung auch den Roman Maigret se fâche enthielt, war Simenons erste Maigret-Buchausgabe nach dem Zweiten Weltkrieg und nach seinem Wechsel zum Verlag Presses de la Cité. Er erwies sich als sehr erfolgreich und verkaufte sich allein in französischer Sprache in über 500.000 Exemplaren. Fenton Bresler urteilte, dass Simenon während des Zweiten Weltkriegs „von seiner Erzählkunst nichts verlernt hatte“. Stanley G. Eskin beschreibt La pipe de Maigret als „schöne und lustige Erzählung“. Für Thomas Narcejac steht die Erzählung in einer „Reihe kleiner Meisterwerke“.
Die Romanvorlage wurde 1988 im Rahmen der TV-Serie Les Enquêtes du commissaire Maigret mit Jean Richard verfilmt. Im Jahr 1953 produzierte DRS das Hörspiel Die Pfeife des Kommissars Maigret unter der Regie von Felix Klee. Den Kommissar Maigret sprach Georg Mark-Czimeg. 1990 publizierte Schumm sprechende Bücher eine Lesung von Jörg Kaehler, die der Diogenes Verlag im Jahr 2007 neu auflegte. Eine weitere Lesung von Walter Kreye erschien 2018 beim Audio Verlag.

## Ausgaben
- Georges Simenon: La pipe de Maigret. Presses de la Cité, Paris 1947 (Erstausgabe).
- Georges Simenon: Inspektor Maigret raucht seine Pfeife. Übersetzung: Leni Sobez. In: Ellery Queen’s Kriminal-Magazin 62. Heyne, München 1977, ISBN 3-453-10364-5.
- Georges Simenon: Maigrets Pfeife. Übersetzung: Lislott Pfaff. In: Maigret-Geschichten. Diogenes, Zürich 1980, ISBN 3-257-00993-3.
- Georges Simenon: Maigrets Pfeife. Übersetzung: Lislott Pfaff. Diogenes, Zürich 1983, ISBN 3-257-79521-1.
- Georges Simenon: Maigrets Pfeife. Übersetzung: Lislott Pfaff. In: Sämtliche Maigret-Geschichten. Diogenes, Zürich 2009, ISBN 978-3-257-06682-1.
- Georges Simenon: Maigrets Pfeife. Übersetzung: Karl-Heinz Ott. Kampa, Zürich 2018, ISBN 978-3-311-13101-4.